# Caragobius urolepis
A Caragobius urolepis a csontos halak (Osteichthyes) főosztályának a sugarasúszójú halak (Actinopterygii) osztályába, ezen belül a sügéralakúak (Perciformes) rendjébe, a gébfélék (Gobiidae) családjába és az Amblyopinae alcsaládjába tartozó faj.

## Előfordulása
A Caragobius urolepis Ázsia déli részén fordul elő, Indiától a Fülöp-szigetekig. Pápua Új-Guinea vizeiben is van állománya.

## Megjelenése
Ez a hal legfeljebb 8,5 centiméter hosszú.

## Életmódja
Trópusi halfaj, amely egyaránt megél az édes- és brakkvízben is. A folyók és folyótorkolatok, iszapos fenekén él. Az árapálytérségben is megtalálható. Tápláléka kisebb rákok és egyéb fenéklakó gerinctelenek.